# Himantolophus compressus
Himantolophus compressus är en fiskart som först beskrevs av Osório, 1909.  Himantolophus compressus ingår i släktet Himantolophus och familjen Himantolophidae. Inga underarter finns listade i Catalogue of Life.